# Нурдмалінг
Нурдмалінг (швед. Nordmaling) — містечко (tätort, міське поселення) у північній Швеції в лені  Вестерботтен. Адміністративний центр комуни Нурдмалінг.

## Географія
Містечко знаходиться у південно-східній частині лена  Вестерботтен за 480 км на північ від Стокгольма.

## Історія
Історію поселення виводять з 1480 року, коли декілька сусідніх сіл району об'єдналися і побудували в цьому місці нову церкву.

## Герб міста
Містечко Нурдмалінг отримало герб королівським затвердженням 1955 року.
Сюжет герба: у синьому полі срібна щука з золотими плавниками між двома золотими ланцюгами в балку.
Щука походить з парафіальної печатки XVII століття. Золоті ланцюги вказують на давній металургійний завод в Улофсфорсі.
Після адміністративно-територіальної реформи, проведеної в Швеції на початку 1970-х років, муніципальні герби стали використовуватися лишень комунами. Цей герб був 1971 року перебраний для нової комуни Нурдмалінг. 

## Населення
Населення становить 2 631 мешканців (2018).

## Спорт
У поселенні базуються футбольний клуб Нурдмалінг БК, гандбольний Нурдмалінг ГК та інші спортивні організації.

## Галерея

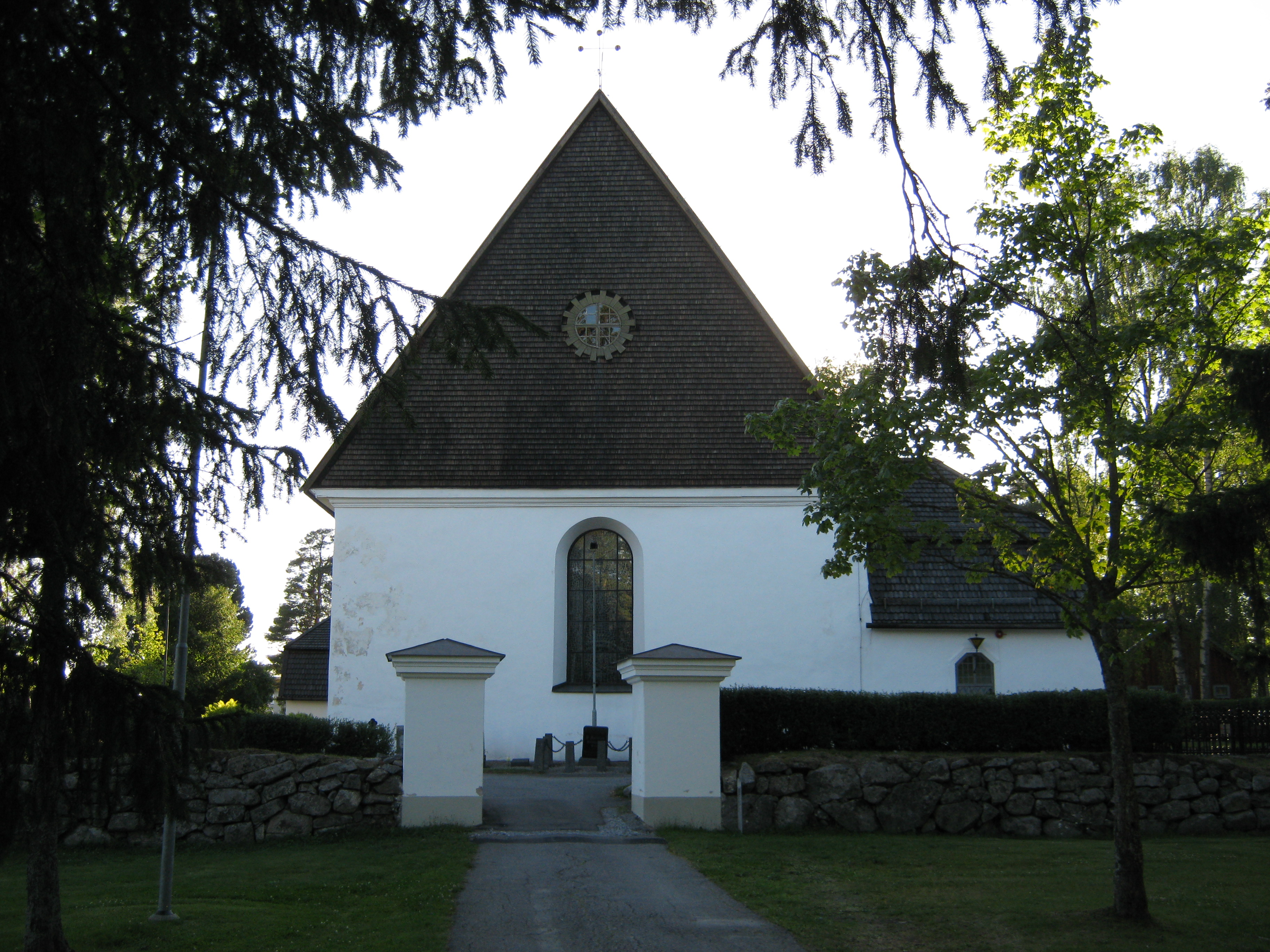
Церква
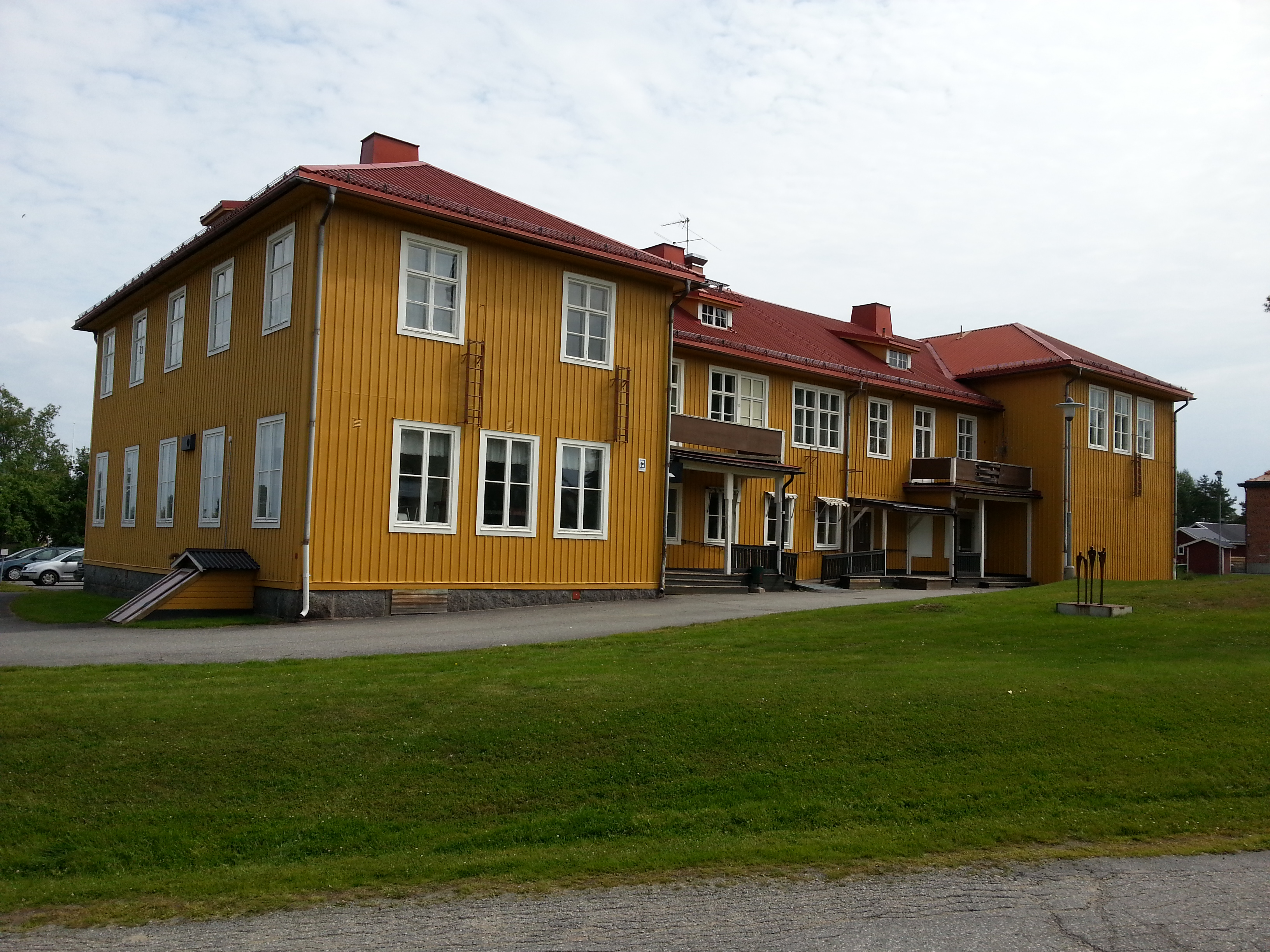
Стара школа

## Покликання
- Сайт комуни Нурдмалінг